# Władysław Chajec
Władysław Chajec (ur. 1904, zm. 1986) – polski rzeźbiarz-artysta ludowy
Urodził się w 1904 roku w Stanach Zjednoczonych. W wieku 7 lat wraz z ojcem, matką i bratem powrócił do Polski i zamieszkał we wsi Kamienica Górna, położonej nieopodal Brzostku (woj. podkarpackie). Ukończył zaledwie 3 klasy szkoły powszechnej. Wiedzę i doświadczenia artystyczne zdobywał jako samouk. Gospodarował na niewielkim gospodarstwie. Niektórzy twierdzą, że zaczął tworzyć pod wpływem bolesnych przeżyć osobistych, w wieku ok. 60 lat (śmierć żony i dziecka, rozstanie z drugą żoną). Niewątpliwe jest jednak, że już wcześniej Chajec rzeźbił ozdoby i zabawki ludowe. Za pierwszą kompozycję rzeźbiarską uważa się wykonaną na początku lat 50. Pasyjkę, którą zawiesił na drzewie nieopodal chałupy.
Uznany jest za jednego z najwybitniejszych polskich rzeźbiarzy ludowych po II wojnie światowej. Za jego odkrywców uważa się Jadwigę i Anatoliusza Czerepińskich, którzy umieścili artykuł o nim w "Polskiej Sztuce Ludowej", w 1961 roku. Publikacja ta dała początek zainteresowaniom dziełami Chajca placówek muzealnych i prywatnych kolekcjonerów. Jego rzeźby dotarły także za granicę (m.in. w 1973 r. na wystawę Polska dzisiejsza w Stanach Zjednoczonych). W jego twórczości przeważały trzy wątki: sakralny, historyczny i obyczajowy. Każdą wolną chwilę spędzał na rzeźbieniu, co było jego prawdziwą pasją. Jego rzeźby są bogato barwione i polichromowane. Często też "zapuszczał" je olejem jadalnym. Wiele rzeźb zostało podpisanych, co świetnie uzupełnia ich narrację. Podpisy Chajec wykonywał stalowymi stemplami na niewielkich cynowych tabliczkach umieszczanych zwykle u podstawy rzeźby. Zawierały oryginalną pisownię np. "Kómowie Ankoholiki f Karczmie", "Stwożenie Ewy Wraju". Rzeźby ucieleśniały filozofię życiową i poglądy Chajca. Wśród miejscowej społeczności nie cieszył się specjalnym uznaniem, choć niewątpliwie był podziwiany z powodu sławy jaką zyskał. Z racji niewielkiego wzrostu przezywany był "Łokietkiem". Za prawdziwą nobilitację Chajec uważał fakt zamówienia u niego rzeźb do kościoła parafialnego w Kamienicy Górnej. Są one wykorzystywane corocznie w tradycyjnej "szopce". Kiedy sprzedaż rzeźb zaczęła przynosić dochody, Chajec ufundował w rodzinnej Kamienicy, niedaleko swojej chałupy, krzyż żelazny wykonany z szyn, ozdobiony postaciami wyciętymi przez siebie z blachy. Na wiele lat przed śmiercią, na cmentarzu parafialnym w Siedliskach Bogusz zbudował dla siebie grobowiec, opatrzony tablicą "Władysław Chajec Rzeźbiarz Ludowy". Na grobowcu, w prostej kapliczce skrzynkowej umieścił postać Chrystusa Frasobliwego, opatrzoną podpisem "Ludu muj ludu czuzemci uczynł".
Zmarł w 1986 roku, spoczął w swoim grobowcu na cmentarzu w Siedliskach Bogusz. Swoją twórczością przyczynił się do popularyzacji terenu, z którym był związany.
14 października 2009 roku jego ekshumowane zwłoki zostały przeniesione z Siedlisk Bogusz na cmentarz w rodzinnej Kamienicy Górnej. Wraz z nim przeniesiono także zwłoki jego brata Józefa.

W 1974 roku został laureatem Nagrody im. Oskara Kolberga. 